# برج خليفة
بُرج خليفة (المعروف باسم برج دبي قبل افتتاحه في عام 2010) ناطحة سحاب في إمارة دبي في دولة الإمارات العربية المتحدة. يبلغ ارتفاعه الإجمالي 829.8 مترًا (2,722 قدمًا، ما يزيد قليلاً عن نصف ميل) وارتفاعه بدون الهوائي 828 متراً. يُعَدُّ بُرج خليفة أعلى بناء شيّده الإنسان وأطول برج في العالم بعد أن تجاوز برج تايبيه 101 في تايوان في عام 2009.
بدأ بناؤه في إمارة دبي بالإمارات العربية المتحدة في 6 يناير 2004، واكتمل الهيكل الخارجي له بعد خمس سنوات (في الأول من أكتوبر عام 2009)، وافتُتح في 4 يناير 2010م كجزء من مشروع جديد أُطلق عليه آنذاك تطوير وسط مدينة دبي. يستند قرار تشييد المبنى إلى رؤية الحكومة بالتنويع من موارد الاقتصاد القائم على النفط ولكي تكون مدينة دبي وجهة سياحية عالمية. سمي المبنى في الأصل ببرج دبي ولكن تم تغيير اسمه تكريماً لحاكم أبو ظبي ورئيس دولة الإمارات العربية المتحدة الشيخ خليفة بن زايد آل نهيان عندما أقرضت أبوظبي وحكومة دولة الإمارات دبي أموالاً لسداد ديونها. حطم المبنى العديد من الأرقام القياسية، بما في ذلك تصنيفه كأطول مبنى في العالم.
صمم برج خليفة من قبل المهندس المعماري أدريان سميث (من شركة سكيدموري، أوينغس وميريل) وهي نفس الشركة التي صممت برج ويليس ومركز التجارة العالمي. اختيرت شركة هايدر للاستشارات للأشراف على الأعمال الهندسية، ومجموعة شركات نورر الاستشارية الدولية المحدودة للإشراف على الهندسة المعمارية. التصميم مستمد من العمارة الإسلامية كما هو الحال في جامع سامراء الكبير.
صممت الأرضية على شكل حرف Y من أجل الاستفادة المثلى من المساحة للأغراض السكنية والفندقية. حيث استخدم قلب مركزي وأجنحة مدعمة لدعم ارتفاع المبنى. وبالرغم من أن تصميم هذه الأرضية مشتق من برج سامسونج 3، إلا أن القلب المركزي لبرج خليفة يضم جميع وسائل النقل الرأسية باستثناء سلالم الخروج داخل كل جناح. يتميز هيكل البرج الخارجي أيضًا بأنه مغطى بمادة تتحمل درجات حرارة الصيف الحار في دبي. يحتوي البرج على إجمالي 57 مصعدًا و 8 سلالم متحركة.
في مرحلة معينة من عملية البناء المعمارية والهندسية، واجه مطورو شركة إعمار مشاكل مالية واحتاجوا إلى المزيد من الأموال والتمويل. منح الشيخ خليفة حاكم دولة الإمارات العربية المتحدة مساعدات نقدية وتمويلات، مما أدى إلى تغيير الاسم إلى «برج خليفة». وقد أثبت مفهوم العوائد الربحية المستمد من بناء مشاريع سكنية عالية الكثافة ومراكز تسوق حول المعلم نجاحه. حققت مراكز التسوق والفنادق والوحدات السكنية المحيطة بالبرج في وسط مدينة دبي معظم الإيرادات من المشروع ككل، بينما حقق برج خليفة نفسه ربحًا ضئيلًا أو معدومًا.

## الفكرة
صًمم برج خليفة ليكون المعلم الواقع في وسط منطقة كبيرة المساحة متعددة الاستخدامات تحتوي على 30 ألف وحدة سكنية و9 فنادق (من ضمنها فندق العنوان- وسط دبي) وحوالي 30 ألف متر مربع من المساحات الخضراء و19 برج سكني على الأقل بالإضافة إلى دبي مول والبحيرة الصناعية التي تبلغ مساحتها 12 ألف متر مربع.
وفقًا للمسؤولين، كان من الضروري بناء مشاريع مثل برج خليفة من أجل زيادة الدخل السياحي وبالتالي زيادة الاستثمار. وقد ذكرت جاكي جوزيفسون المسؤولة التنفيذية في مجال السياحة في شركة نخيل العقارية: «أن خطة الشيخ محمد بن راشد آل مكتوم لوضع دبي على خريطة السياحة العالمية هو شيء مثير حقًا».
اقترضت دبي ما لا يقل عن 80 مليار دولار لمشاريع البناء. في العقد الأول من القرن الحادي والعشرين، بدأت دبي في تنويع اقتصادها إلا أنها عانت من أزمة اقتصادية في 2007-2010، مما أدى إلى توقف معظم المشاريع الضخمة التي كانت قيد الإنشاء.
بدأ العمل على إنشاء البُرج الذي شُيِّدَ ليكون في وسط دبي في شهر يناير 2004، وبلغت تكلفتهُ الإجماليّة 1.5 مليار دولار أميركي؛ وأُفتُتح في 4 يناير 2010م بحضور الشيخ محمد بن راشد آل مكتوم حاكم دبي. ويبلغ طول البرج 828 مترًا، بمساحة إجماليّة تبلغ 4,000,000 متر مربع، ويضم 160 طابقًا، ويضم كذلك فندقًا يتكون من 403 من الأجنحة الفندقية، وفيه 57 مصعدًا كهربائيًّا، أسرعهم تصل سرعته إلى ما يقارب 10م/ثانية، وللوصول إلى ارتفاع 500م تحتاج إلى 55 ثانية، تمتلك البرج شركة إعمار العقارية وهي واحدة من أكبر الشركات العقارية في العالم، وقد تولَّت عمليةَ البناء شركة سامسونج سي آند تي كوروبريشن.
يضم البُرج أعلى شرفة مشاهدة مفتوحة للجمهور، وكذلك أعلى مسجد، وأعلى مطعم، وأعلى حوض سباحة، فضلًا عن أرقام تخص مكونات البرج الذي شارك بتنفيذه نحو 12 ألف عامل ومهندس منذ بدء إنشائه عام 2004م.
إجمالي المَساحة المبنية 526,760 متر مربع مُقسَّمة إلى 171,870 متر مربع للوحدات السكنيّة و27,870 متر مربع للمكاتب.
أعلنت شركة إعمار العقارية في 9 يونيو 2008 أن بناء برج خليفة تأخر بسبب التشطيبات وسيُكمَل بنائه في سبتمبر 2009.

## الأرقام القياسية العالمية
حطّم بُرج خليفة العديد من الارقام العالمية ومنها:
- أطول هيكل قائم في العالم[20]
- أعلى مبنى في العالم من صنع الإنسان[21]
- أعلى تنظيم لعرض مرئي وصوتي في العالم في مبنى واحد.[22]

### بُرج خليفة بالأرقام
فيما يلي مجموعة من الحقائق والأرقام عن البرج الأطول في العالم:
- البُرج يتالف من حواليّ 200 طابق، ولن تكون الطوابق العُليا مأهولة وسيتركز النشاط البشري في البُرج حتى 163 طابقًا.[20]
- يقيم ويعمل في البرج حوالي 12 ألف شخص، في ما يشبه «المدينة العامودية».
- المسافة التي يمكن رؤية قمة البرج منها هي 95 كيلومتر.[23]
- 124 رقم الطابق الذي تتواجد فيه شرفة «قمة البرج، برج خليفة»، أعلى شرفة مراقبة مفتوحة للجمهور في كافة أنحاء العالم.[24]
- عدد الغُرَف والأجنحة الفندقية الفاخرة التي يضمها البُرج 160.[25]
- الارتفاع الذي وصلت إليه عملية ضخ الإسمنت 605 أمتار، وهو رقم قياسي عالمي.[25]
- المسافة التي يقطعها مصعد الخدمة الرئيسي في بُرج خليفة 504 أمتار.[25]
- عدد الطوابق المخصصة للمكاتب 49، منها 12 طابقًا في مبنى المكاتب المُلحَق بالبُرج.
- عدد المصاعد ضِمْنَ البُرج 57.[25]
- إجمالي عدد الشُقَقَ السكنيَّة ضِمْنَ بُرج خليفة 900.[25]
- عدد مواقف السيارات الموجودة تحت الأرض 3000.[25]
- وزن الحمولة التي يستوعبها مصعد الخدمة الرئيسي في البُرج 5500 كيلوجرام.[25]
- من القضبان الفولاذية المستخدمة في هيكل بُرج خليفة 39000 طن متري.[25]
- وزن البُرج وهو فارغ 500,000 طن.[26]
- عدد الألواح الزجاجية المستخدمة في تنفيذ الواجهة الخارجية لـبُرج خليفة 24348.[21]
- كمية المياه التي يمكن تجميعها من معدات التبريد في البُرج 15000 لتر.[21]
- طول نوافير دبي فاونتن 900 قدم ، أكبر النوافير المجاورة للبرج وأطول النوافير الاستعراضية في العالم.[27]
- مساحة الحدائق المحيطة بقاعدة البرج 19 هكتار.
- عدد العُمَّال الذين تواجدوا في موقع العمل خلال فترة ذروة تنفيذ الأعمال الإنشائية 12000.

### الارتفاع الحالي
هناك تقارير غير مؤكدة عن عدة زيادات في الارتفاع منذ الإنشاء. المقترح في الأصل كان يمثل نسخة افتراضية من 560 متر (1837 قدم) لبرج جلورو في ملبورن، وأعيد تصميم البرج من قبل شركة سكيدموري، أوينغس وميريل (SOM). ذكر مارشال سترابالا المهندس المعماري الذي عمل في هذا المشروع إن برج خليفة صمم ليكون ارتفاعه 808 متر (2651 قدم).
شعر المهندس المعماري الذي صمم البرج أدريان سميث أن الجزء العلوي ليس أنيقا ومتجانسًا مع بقية الهيكل، لذلك سعى وحصل على الموافقة لزيادة ارتفاع البرج. حيث قال أن هذا التغيير لن يتضمن إضافة أي طوابق.

## الهندسة المعمارية والتصميم

برج خليفة ليلا

صُمم البرج من قبل شركة سكيدموري، أوينغس وميريل (SOM) والتي صممت أيضًا برج ويليس (المعروف سابقًا ببرج سيرز) في شيكاغو وبرج واحد للتجارة العالمي في نيويورك. يستخدم برج خليفة النظام الأنبوبي لبرج ويليس، الذي ابتكره فضلور رحمان خان. بسبب نظامه الأنبوبي استُخدمت نصف كمية الصلب تقريبًا في البناء مقارنة ببرج إمباير ستيت. أسهمت إسهامات خان في تصميم المباني العالية بشكل كبير في مجال الهندسة المعمارية. من الصعب أن نجد أي ممارسات في تصميم المباني العالية لم تتأثر مباشرة أو غير مباشرة بتصاميمه. التصميم يشبه رؤية فرانك لويد رايت لمبنى إلينوي، وهو ناطحة سحاب عالية بميل واحد صُممت لشيكاغو، بالإضافة إلى برج بحيرة شيكاغو. عندما كان أدريان سميث يفكر في المشروع في شركة SOM، نظر من نافذة مكتبه نحو تخطيط برج بحيرة شيكاغو الذي يتكون من ثلاثة أجنحة منحنية وقال: "ها هو النموذج". وفقًا لسترابالا، صُمم برج خليفة استنادًا إلى برج بالاس ثري، وهو مبنى سكني بالكامل في سيول. في مراحل التخطيط الأولية، كان من المقرر أن يكون برج خليفة سكنيًا بالكامل.
بعد التصميم الأصلي من قبل شركة سكيدموري، أوينغس وميريل، اختارت شركة إعمار للعقارات شركة هايدر كونسلتنج لتكون المهندس المشرف ومجموعة نور للاستشارات الدولية المحدودة للإشراف على الجانب المعماري للمشروع. أُختيرت شركة هايدر لخبرتها في الهندسة الهيكلية والهندسة الكهربائية والصحية. دور شركة هايدر كونسلتنج كان الإشراف على البناء، والتحقق من التصميم الهندسي المعماري، وتكون المهندس المعماري المعتمد من قبل السلطات في دولة الإمارات. دور مجموعة نور للاستشارات الدولية المحدودة الإشراف على جميع المكونات المعمارية بما في ذلك الإشراف على البناء في الموقع خلال عملية البناء وتصميم إضافة بناية مكتبية مكونة من 6 طوابق للوثائق المعمارية. كما كانت مسؤولة أيضًا عن رسوم التكامل المعماري لفندق أرماني المدرج في البرج. كما قامت إعمار بالتعاون مع شركة GHD للاستشارات متعددة التخصصات.
يستمد تصميم برج خليفة من نظم تنميط متجسدة في العمارة الإسلامية. ووفقا للمهندس الهيكلي، بيل بيكر من SOM، أن تصميم المبنى يشتمل على العناصر الثقافية والتاريخية خاصة في المنطقة مثل مئذنة الملوية. على شكل لوالب كلما زاد الارتفاع قل العرض، تحاكي بذلك جامع الملوية (سامراء). الخطة على شكل Y مثالية للاستخدام السكني والفندقي. في الجزء العلوي، تظهر نواة مركزية ونحت لتشكيل مستدقة التشطيب. في أطول نقطة، برج يترنح ما مجموعه 1.5 متر (4.9 قدم).
وضع المهندسين نظام هيكلي جديد يسمى جوهر لدعم الارتفاع غير المسبوق للمبنى، والذي يتكون من مجموعة أساسية سداسية معززة بثلاث دعامات تشكل 'Y'. هذا النظام الهيكلي يتيح للمبنى دعم نفسه أفقيا ويحافظ عليه من الميلان.
أعلن المهندسون المعماريون في عام 2009 أن أكثر من 1,000 عمل فني سيزين واجهة داخلية لبرج خليفة، في حين ستعرض في اللوبي السكني لبرج خليفة أعمال الفنان خوامي بلينساز.
نظام الواجهة يتألف من أكثر من 142,000 متر مربع تظم أكثر من 26,000 لوح زجاجي عاكس ولوحات من الألمنيوم والفولاذ المقاوم للصدأ. يوفر الزجاج المعماري أداءً ضد حرارة الشمس بالإضافة إلى درع مضاد للوهج من أشعة الشمس القوية في الصحراء ودرجات الحرارة القاسية والرياح القوية. الزجاج يغطي مساحة تزيد عن 174,000 متر مربع. تتراوح أبعاد ألواح الواجهة النموذجية لبرج خليفة بين 4 أقدام و6 بوصات (1.4 متر) بالنسبة للعرض و10 أقدام و8 بوصات (3.3 متر) بالنسبة للارتفاع ويبلغ وزن كل لوح حوالي 800 رطل (360 كيلوغرام)، مع ألواح أعرض عند حواف المبنى وأعلى عند القمة.
يُعتقد أن درجة الحرارة الخارجية في أعلى المبنى من المفترض أن تكون باردة بمقدار 6 درجات مئوية (11 درجة فهرنهايت).

### أنظمة تصريف وتزويد المياه
يوفر نظام المياه في برج خليفة ما معدله 946,000 لتر (250,000 جالون أمريكي) من المياه يوميًا بواسطة 100 كيلومتر (62 ميل) من الأنابيب. بالإضافة إلى ما مجموعه 213 كيلومترًا (132 ميلًا) من الأنابيب التي تخدم نظام مكافحة الحريق، و34 كيلومترًا (21 ميلًا) من الأنابيب تزود نظام تكييف الهواء بالمياه المبردة.

### نظام التكييف
يقوم نظام تكييف الهواء بسحب الهواء من الطوابق العليا حيث يكون الهواء أكثر برودة وأنظف من الهواء على مستوى الأرض. تبلغ قدرة التبريد في البرج (في وقت الذروة) حوالي 46 ميغاواط (62 ألف حصان) وهو ما يعادل الطاقة الناتجة عن ذوبان ما يقارب 13 الف طن (26 مليون رطل أو 12 كيلوغرام) من الجليد في يوم واحد. يُجمع الماء الناتج عن تبريد الهواء في نظام تصريف خاص حيث يُستخدم في ري الحدائق المجاورة.

### تنظيف النوافذ
من أجل تنظيف 24,348 نافذة، بإجمالي مساحة تبلغ 120,000 متر مربع من الزجاج، زُوِّد المبنى بثلاثة مسارات أفقية تحتوي كل منها على وعاء بحجم 1500 كجم (3300 رطل). تُستخدم أوعية تقليدية مزودة بأذرع رافعة لتنظيف النوافذ في الطوابق من 109 وحتى أعلى القمة. أما نوافذ الجزء العلوي من المبنى فتُنظف بواسطة طاقم يستخدم الحبال للنزول من الأعلى. في الظروف العادية وعندما تكون جميع وحدات صيانة المباني جاهزة للعمل، يحتاج الأمر إلى 36 عاملاً وفترة زمنية من ثلاثة إلى أربعة أشهر لتنظيف الزجاج الخارجي بالكامل.
تقوم الآلات بتنظيف القمة وغطائها الزجاجي، بواسطة شركة CoxGomyl وبكلفة 8 ملايين دولار أسترالي.

## الخصائص

### نافورة دبي

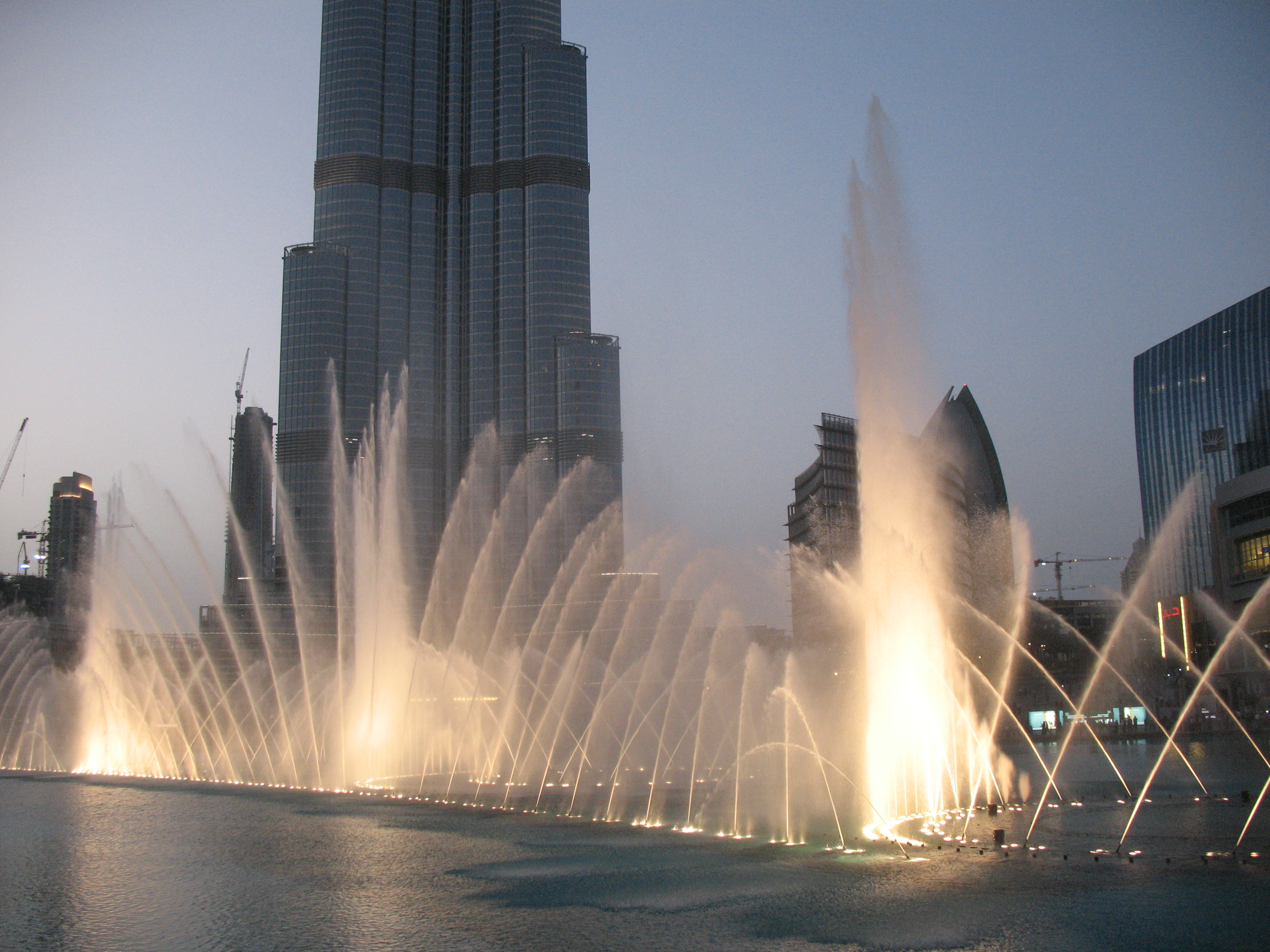
نافورة دبي

صممت شركة «WET Enterprises» النافورة الواقعة خارج المبنى بكلفة 800 مليون درهم (217 مليون دولار أمريكي)، مضاءة بواسطة 6600 مصباح و50 جهاز عرض ملون، ويبلغ طولها 272 مترًا (900 قدمًا) وتضخ 22000 جالون من الماء حتى ارتفاع 150 مترًا (500 قدمًا) في الهواء مصحوبة بمجموعة من الموسيقى الكلاسيكية والعربية المعاصرة وغيرها. وهي ثاني أعلى نافورة راقصة في العالم. في 26 أكتوبر 2008 أعلنت شركة إعمار إطلاق اسم (نافورة دبي) عليها.

### منصة المراقبة
افتُتحت منصة المراقبة في الهواء الطلق (والتي تسمى: على القمة، بالإنجليزية: At the Top) في 5 يناير 2010 في الطابق 124 وعلى ارتفاع 452 م (1,483 قدمًا) وكانت أعلى منصة مراقبة مكشوفة في العالم آنذاك. في ديسمبر 2011 أصبحت منصة Cloud Top 488 الواقعة في برج كانتون هي الأعلى في العالم بارتفاع يبلغ 488 مترًا (1,601 قدمًا). وفي 15 أكتوبر 2014 افتُتحت في برج خليفة منصة مراقبة أخرى على الطابق 148 وعلى ارتفاع 555 متر (1821 قدم) مما جعلها تصبح أعلى منصة في العالم مرة أخرى، إلى أن افتتحت منصة المراقبة في برج شنغهاي في يونيو 2016 على ارتفاع 561 مترًا والتي أصبحت هي الأعلى في العالم.

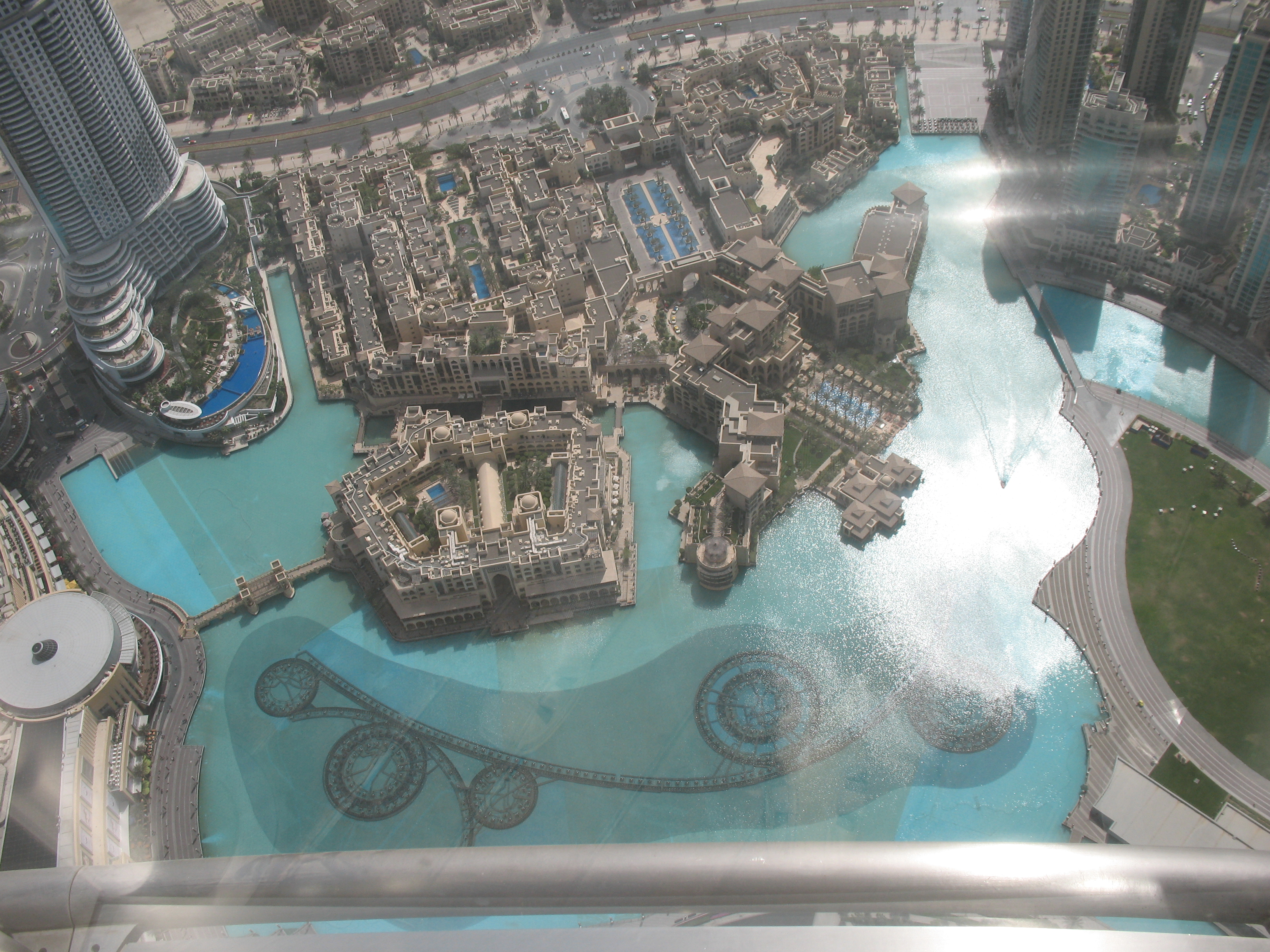
صورة لنافورة دبي من منصة المراقبة

تتميز منصة المراقبة في الطابق 124 بوجود التلسكوب الإلكتروني الذي قامت بتطويره شركة Gsmprjct ° في مونتريال، ويَسمح للزوار بمشاهدة المناظر الطبيعية المحيطة بالبرج وعرض الصور المحفوظة مسبقًا مثل تلك التي التُقطت في أوقات مختلفة من اليوم أو في ظروف جوية مختلفة. ولتقليل التدافع اليومي للزائرين، تسمح إدارة البرج للزوار بشراء التذاكر عن طريق الحجز المسبق لتاريخ ووقت محددين، مع خصم بقيمة 75٪ على التذاكر المشتراة بشكل فوري. يمكن للزوار رؤية شواطئ إيران من هذه المنصة عندما يكون المد منخفضًا والجو صافي.
أُغلقت منصة المراقبة أمام الجمهور لمدة شهرين بعد أن حصلت مشاكل في إمدادات الطاقة في توقف أحد المصاعد بين الطوابق في 8 فبراير 2010، مما أدى إلى محاصرة مجموعة من السياح لمدة 45 دقيقة.

### حديقة برج خليفة
برج خليفة محاط بحديقة مساحتها 11 هكتارًا (27 فدانًا) صممها مهندسو المناظر الطبيعية من مجموعة SWA. تصميم الحديقة مستوحى من نبات الطبيق وهي نبتة صحراوية. في وسط الحديقة توجد غرفة المياه وهي سلسلة من حمامات السباحة ونوافير المياه النفاثة. وهناك مقاعد وصور لبرج خليفة وزهرة الطبيق.

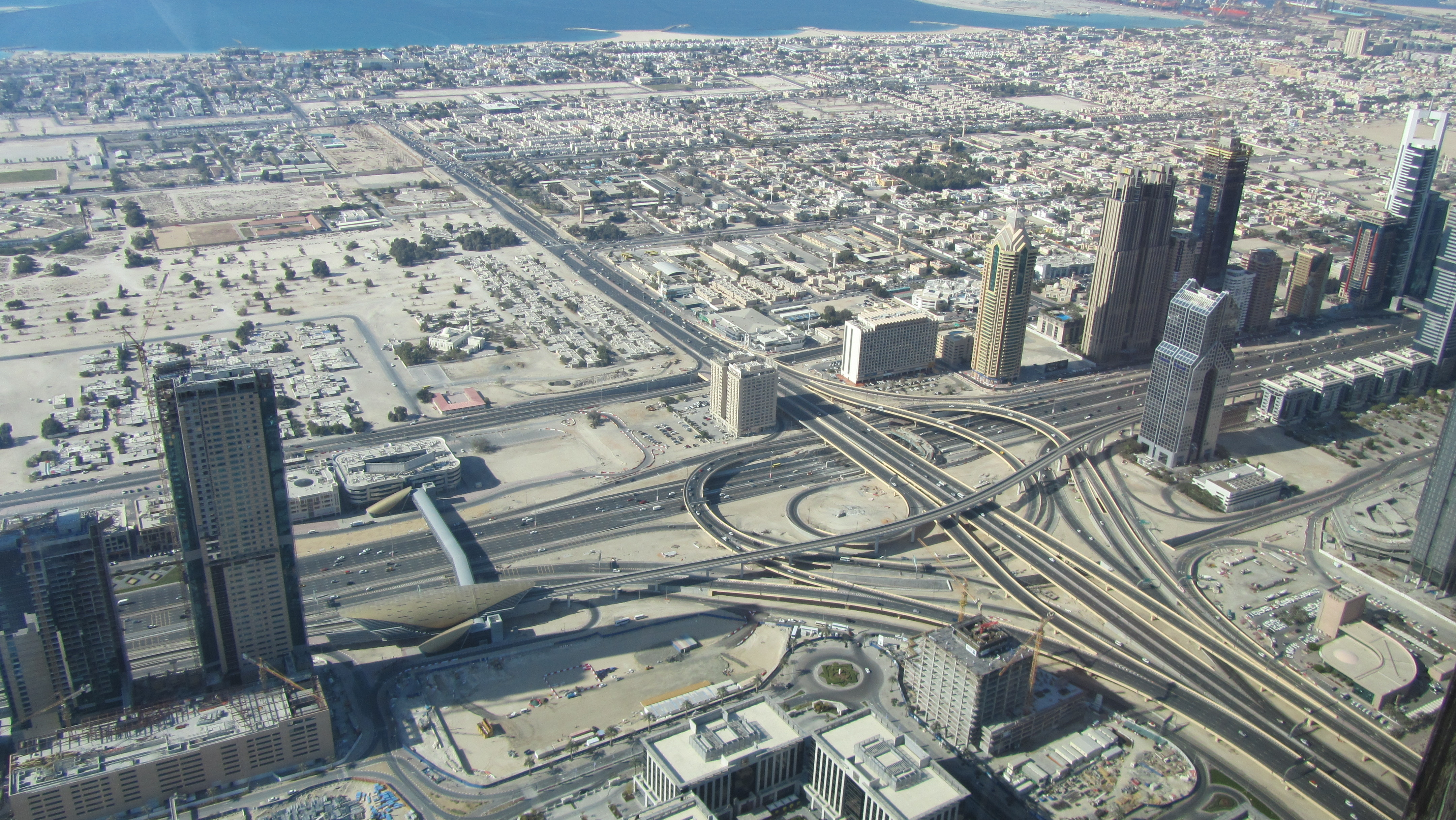
منظر للمدينة في النهار من منصة المراقبة

تُروى النباتات بالمياه التي تُجمع من نظام تبريد المبنى. يوفر هذا النظام ما يقارب 68.000.000 لتر (15.000.000 جالون) سنويًا. طورت شركة WET Enterprises (التي طورت أيضًا نافورة دبي) الملامح المائية الستة للحديقة.

### شهر رمضان
في الطوابق العليا لا يزال من الممكن رؤية الشمس لعدة دقائق بعد غروبها مقارنة بالغروب على مستوى الأرض. وقد دفع هذا رجال الدين في دبي إلى إصدار فتوى بأن الذين يعيشون فوق الطابق 80 يجب أن ينتظروا دقيقتين إضافيتين لتناول الإفطار في رمضان، وأولئك الذين يعيشون فوق الطابق 150 عليهم أن ينتظروا 3 دقائق.

### أصحاب الهمم
يراعي برج خليفة أصحاب الهمم حيث يمكنهم دخول البرج عبر دبي مول حيث تتوفّر مسارات مستوية وواسعةوهناك منحدر للكراسي المتحركة يؤدي إلى منطقة إصدار التذاكر لدخول منصة المراقبة "آت ذا توب".ويقوم الموظفون بمساعدة أصحاب الهمم لاجتياز الطوابير والوصول إلى منصة المراقبة

## مراحل عملية البناء للبرج

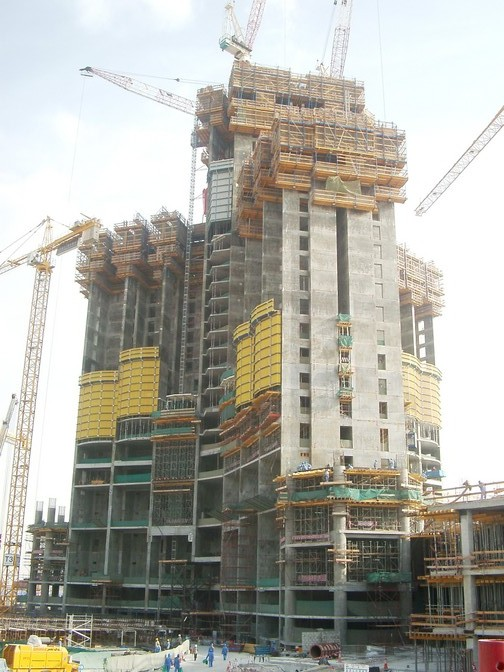
2006-02-01
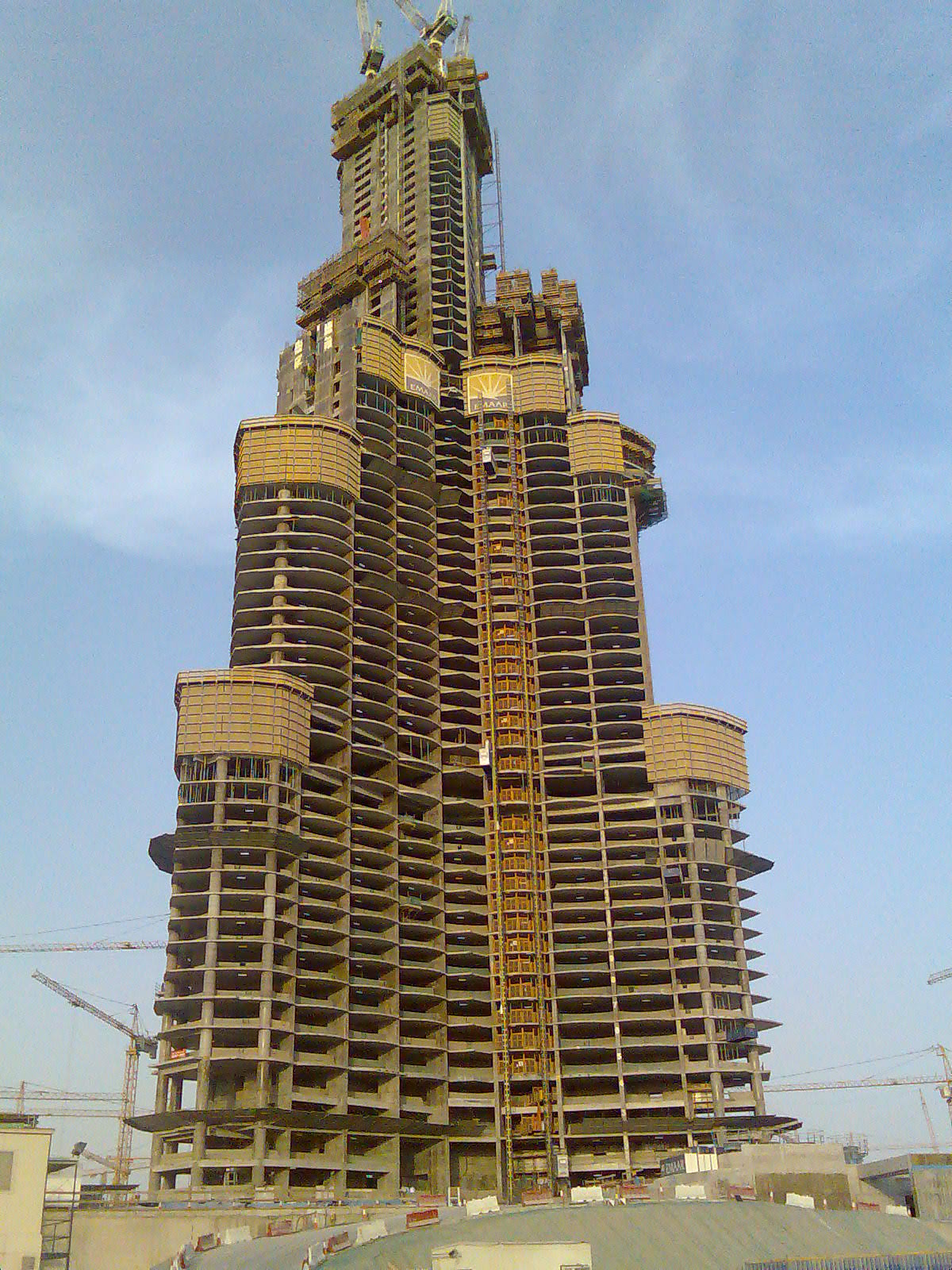
2006-08-29
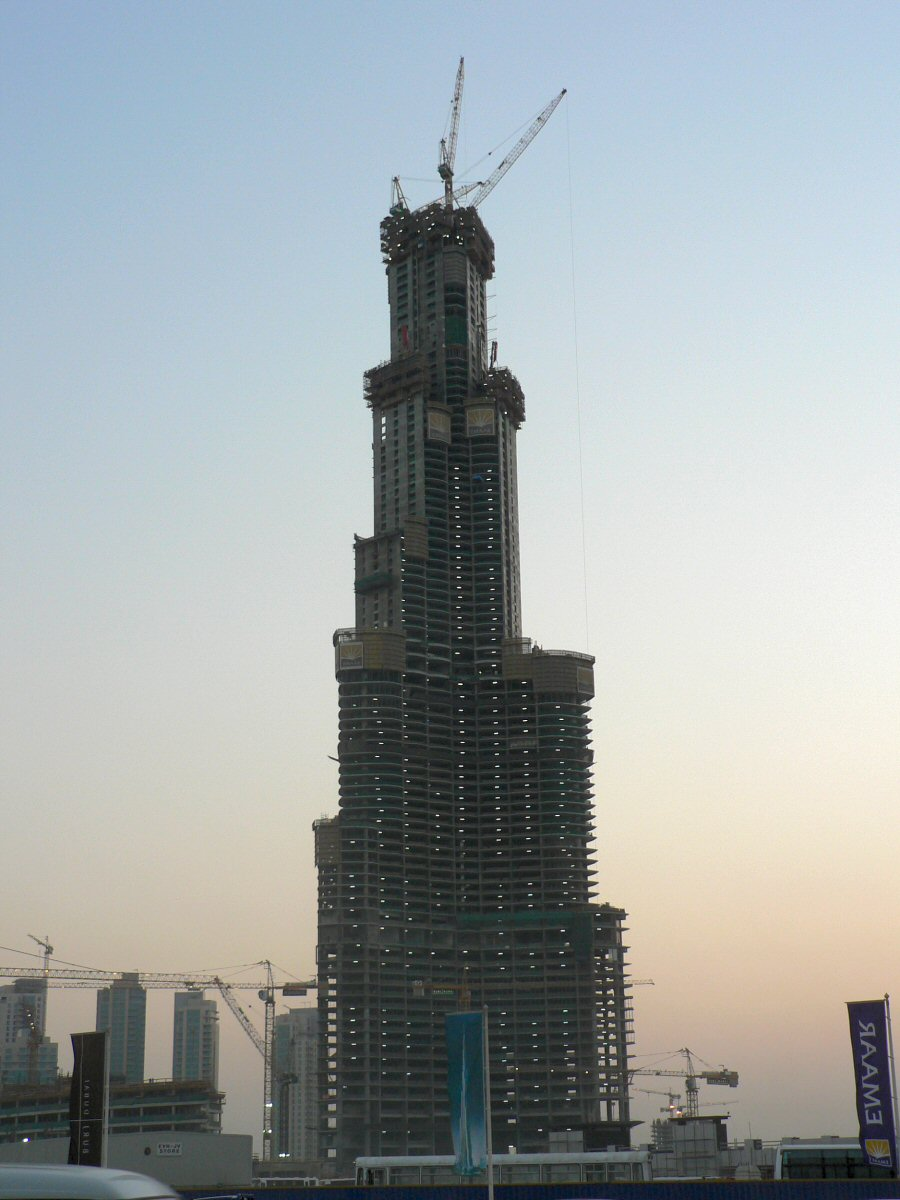
2006-11-11
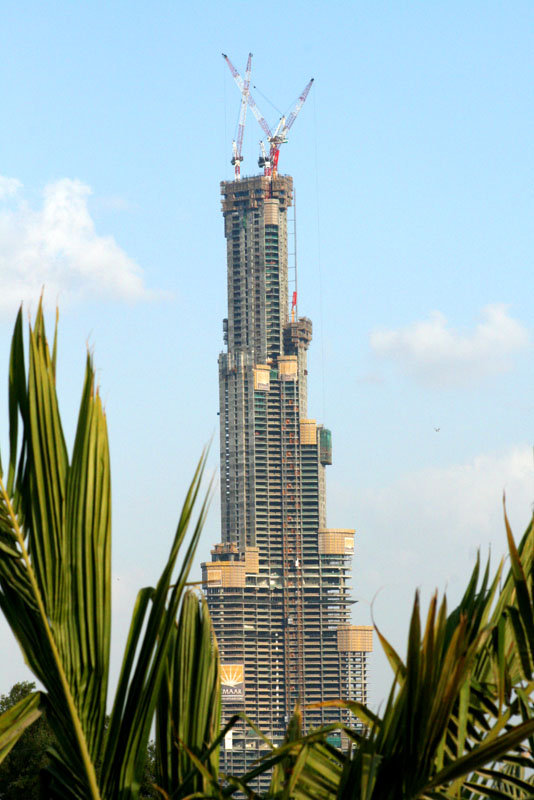
2007-01-02
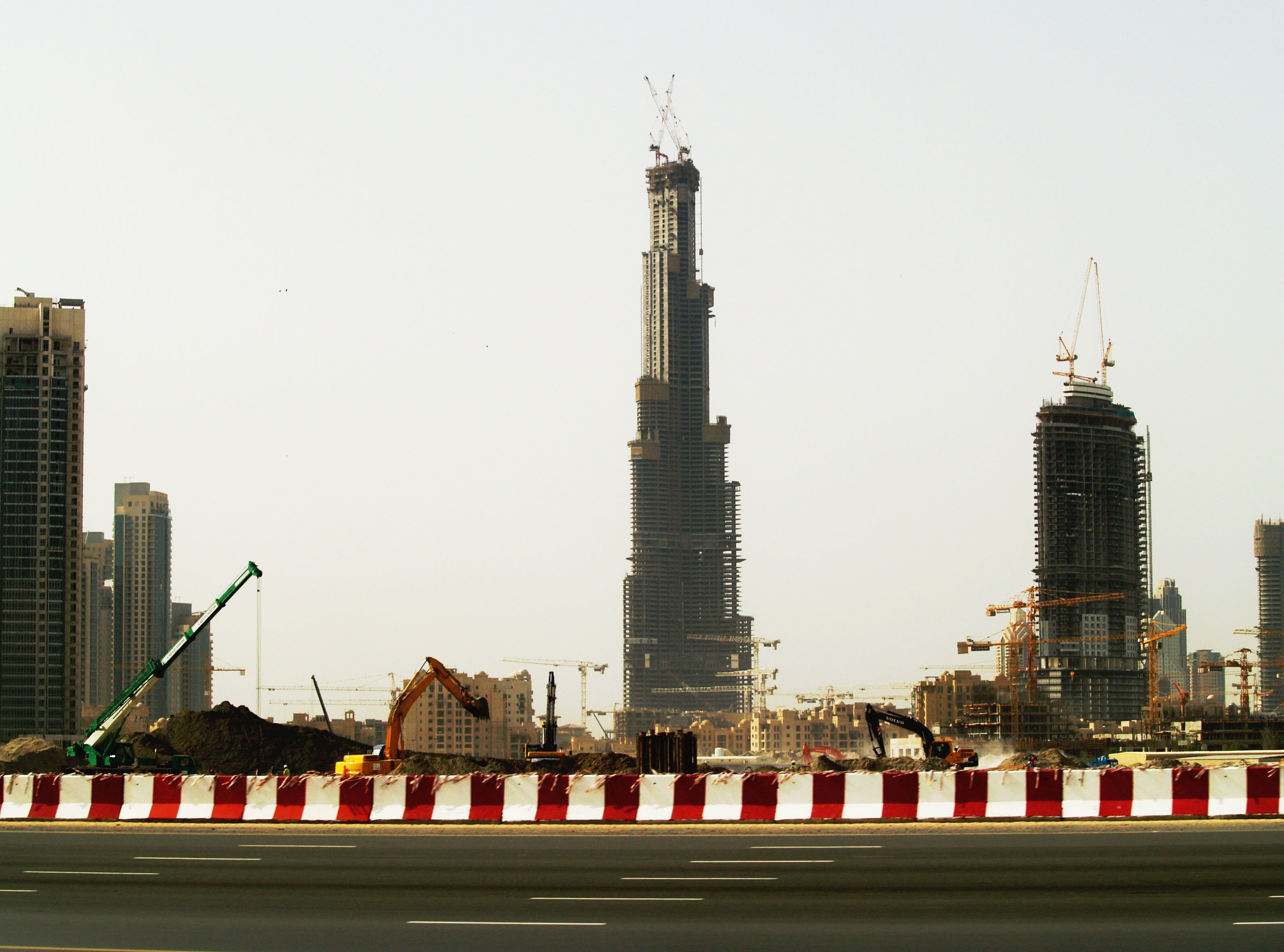
2007-03-21
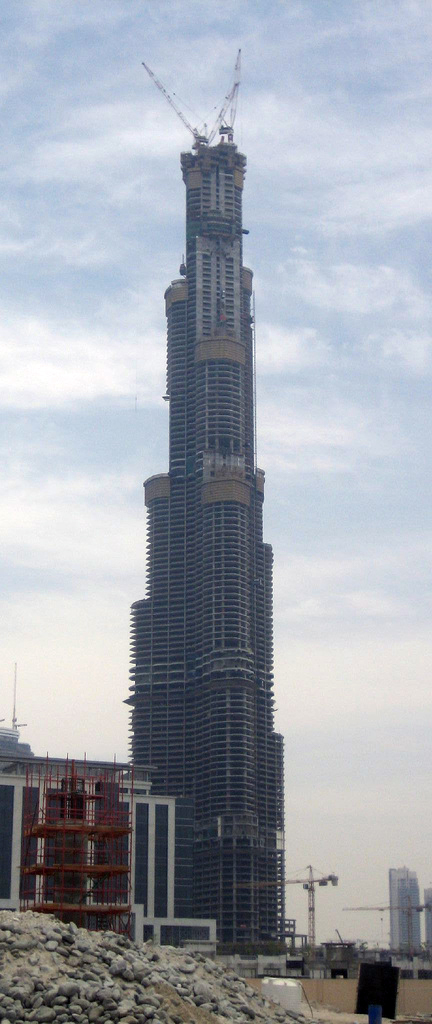
2007-05-07
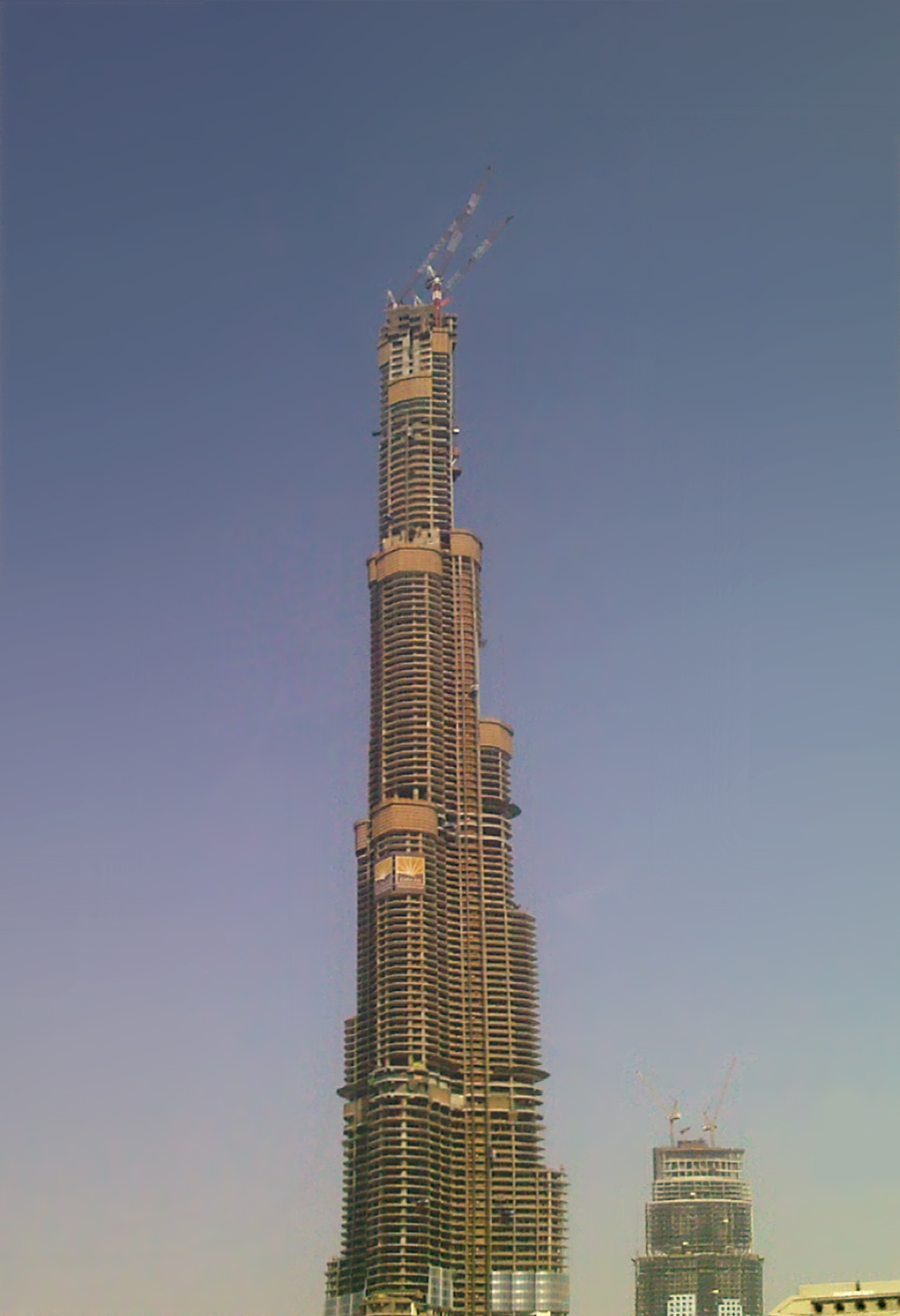
2007-07-15
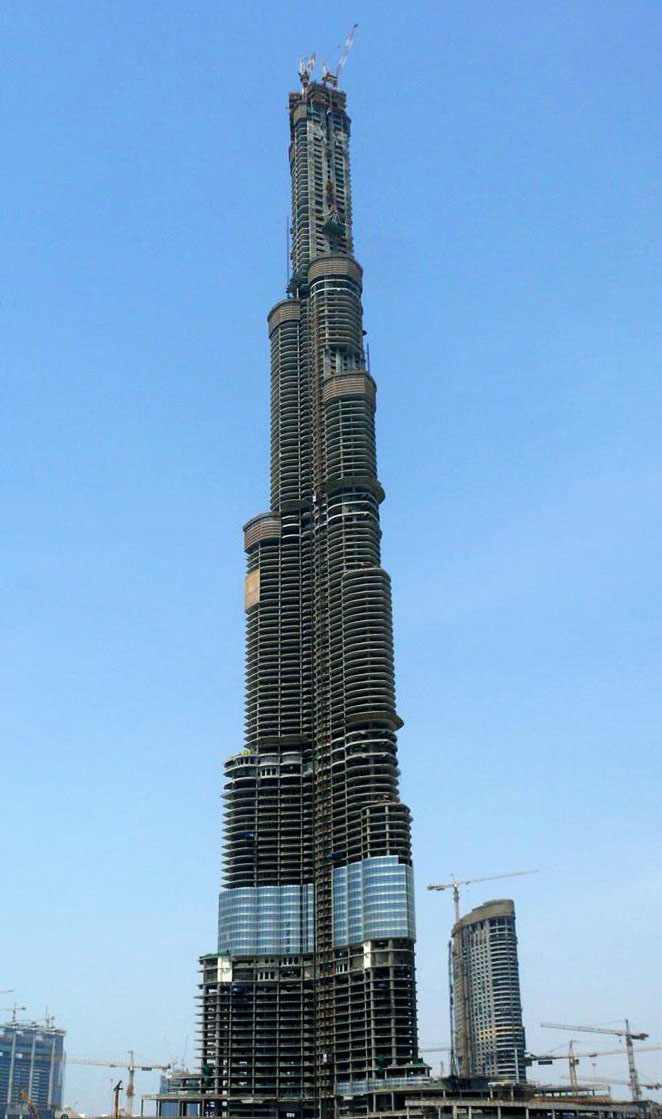
2007-08-09
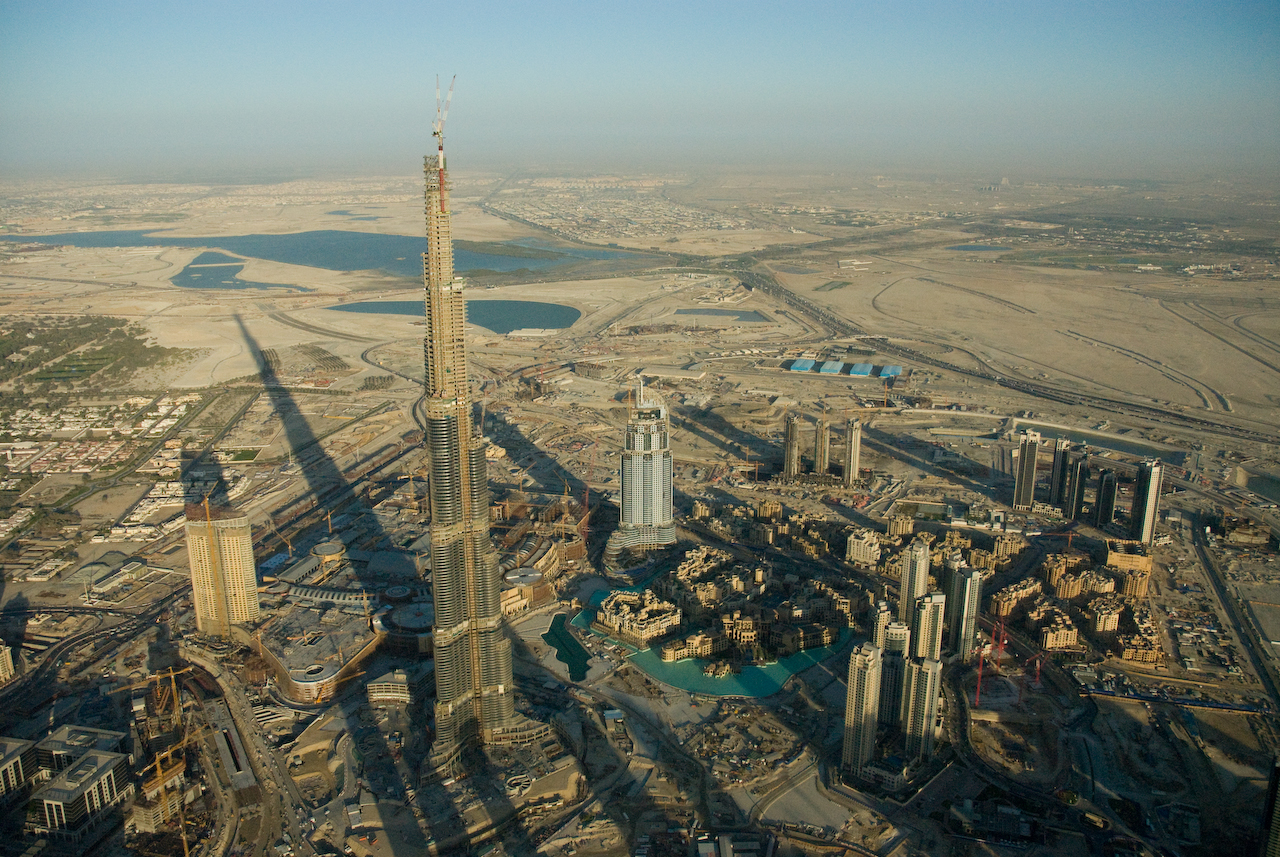
2008-03-11
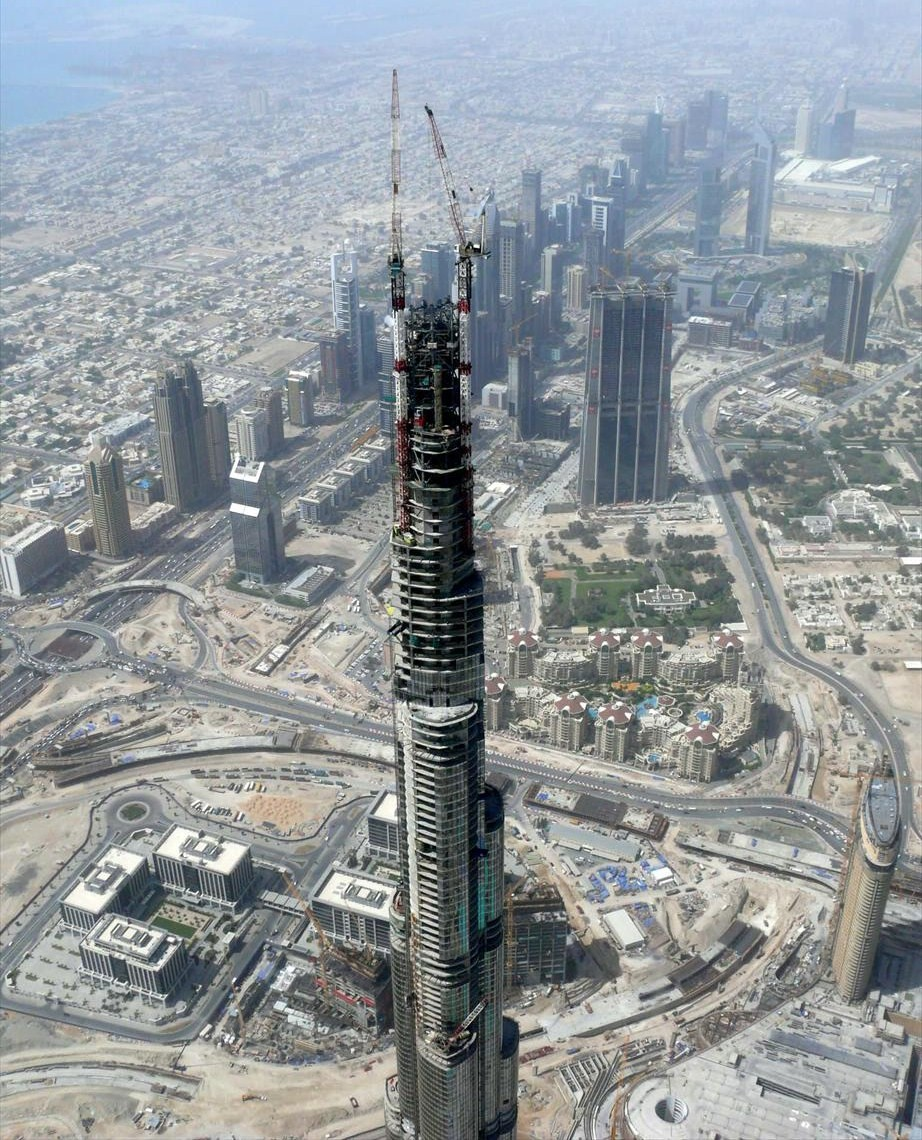
2008-05-08
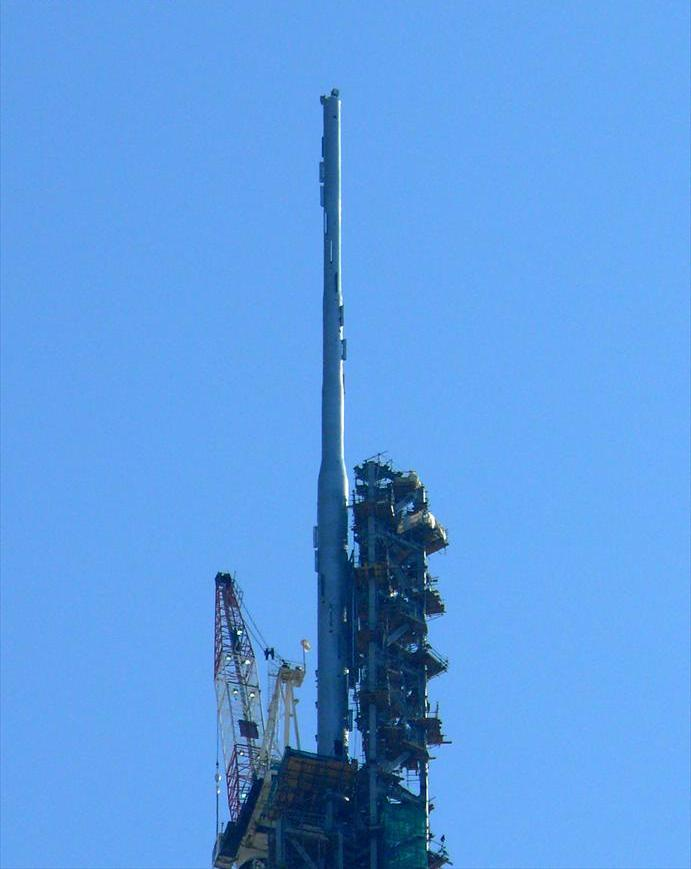
2008-12-19
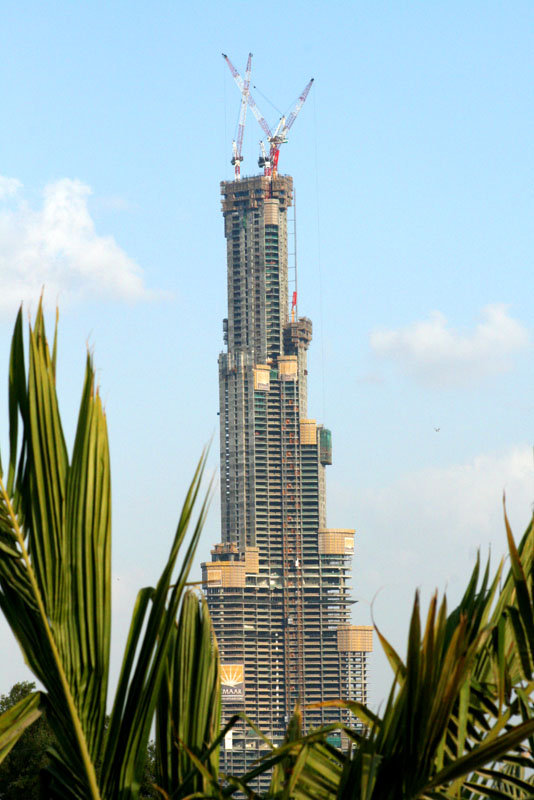
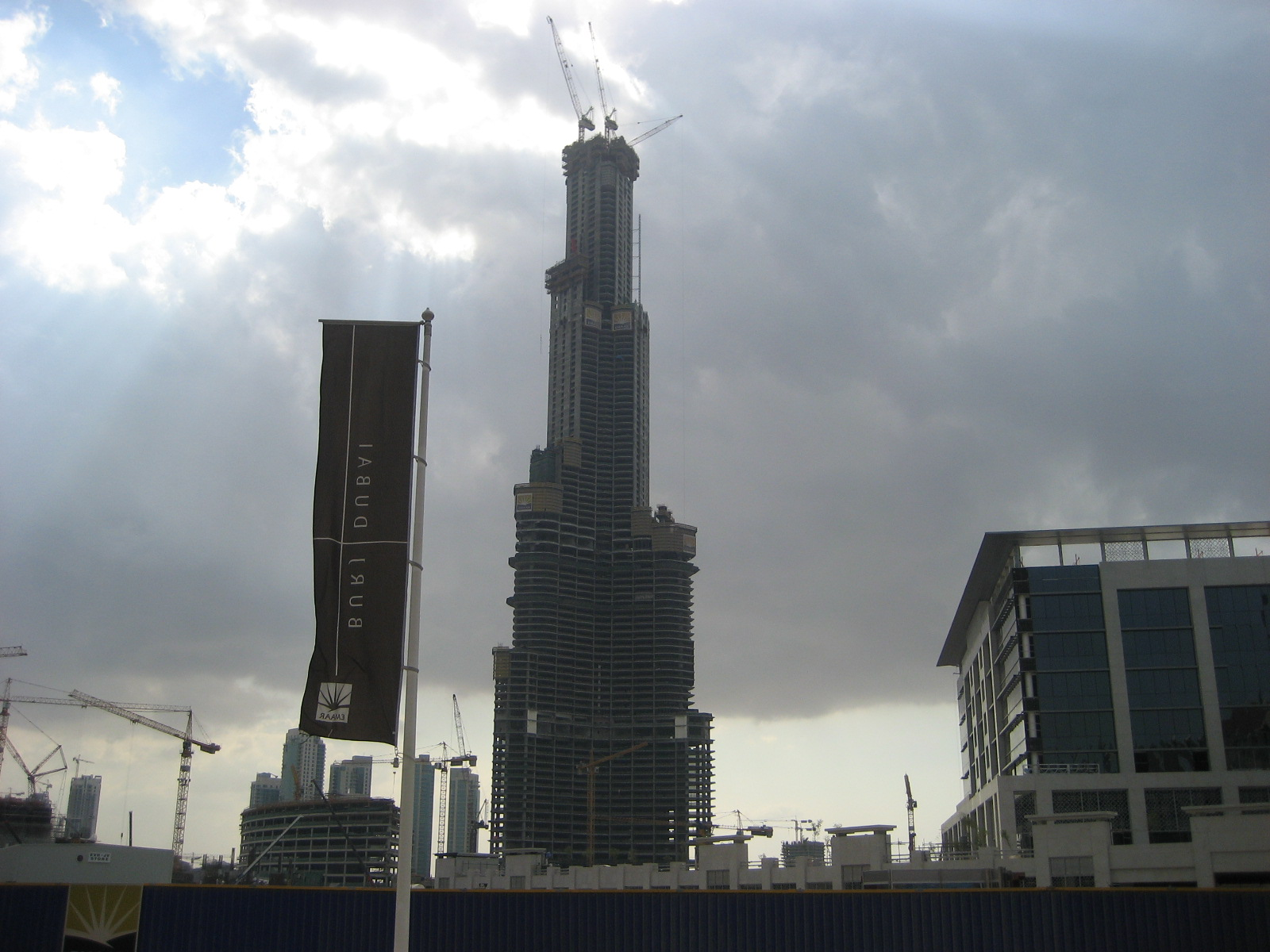
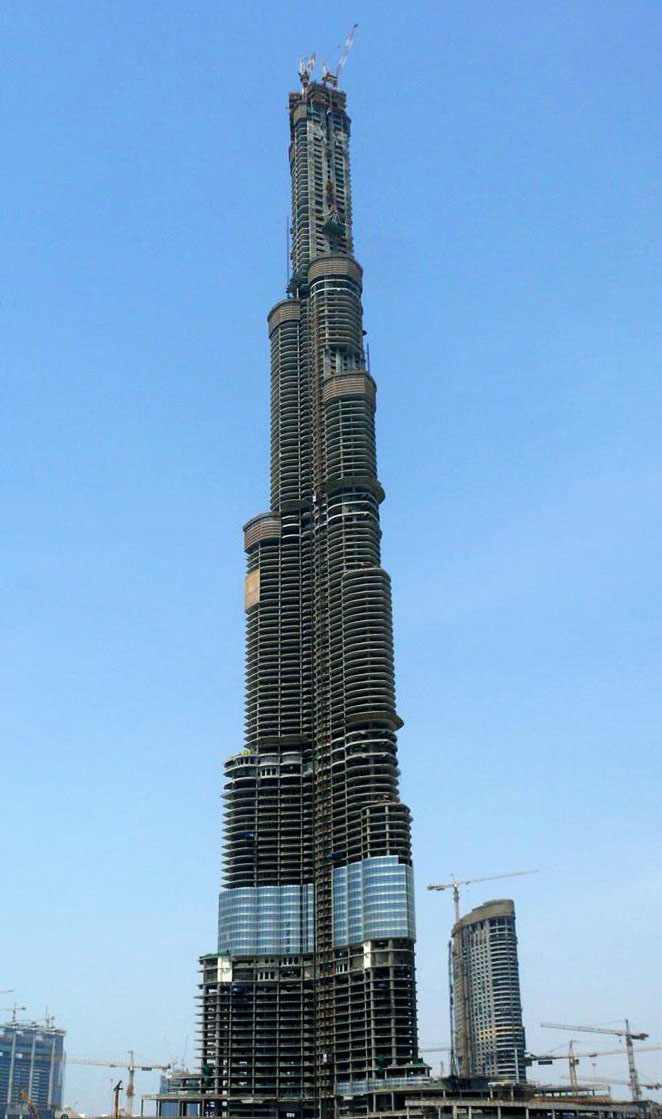
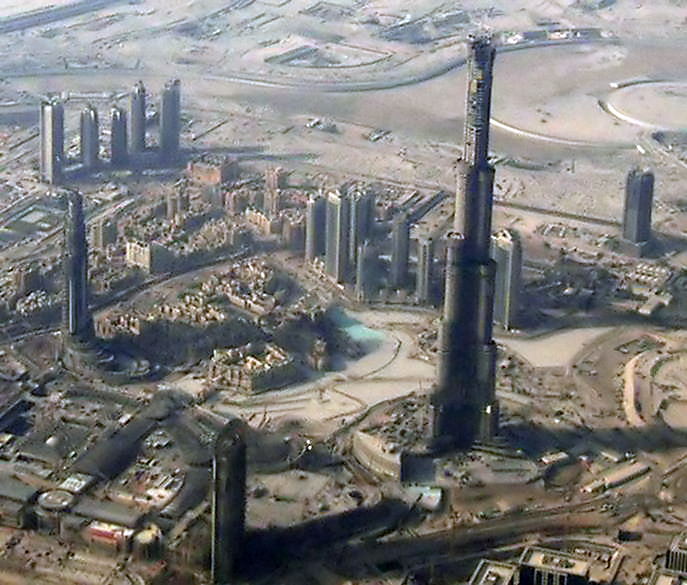

## مقارنة برج خليفة ببعض المنشآت الأخرى في العالم
البرج الأيقوني (مصر)

## الجوائز
في يونيو 2010 حصل برج خليفة على جائزة «أفضل مبنى شاهق في الشرق الأوسط وأفريقيا» لعام 2010 من قبل مجلس المباني الشاهقة والموئل الحضري. وفي 28 سبتمبر 2010، فاز برج خليفة بجائزة أفضل مشروع لهذا العام في حفل توزيع جوائز الشرق الأوسط للمعماريين.. وقد صرح جوردون جيل رئيس الشركة المنظمة لحفل الجوائز قائلا:
«نحن نتحدث هنا عن مبنى غيّر المشهد لما هو ممكن في الهندسة المعمارية - مبنى أصبح معروفًا دوليًا كمعلم حتى قبل وقت طويل من اكتماله. إن وصف  "بناء القرن" هو العنوان الأكثر ملاءمة له.»
| السنة | الجائزة                                                                                             |
| ----- | --------------------------------------------------------------------------------------------------- |
| 2012  | جائزة من جمعية المهندسين الإنشائيين في إلينوي (SEAOI)، شيكاغو.                                      |
| 2011  | جائزة العمارة الداخلية، شهادة تقدير من AIA - فرع شيكاغو.                                            |
| 2011  | جائزة البناء المتميز، شهادة تقدير من AIA - فرع شيكاغو.                                              |
| 2011  | جائزة العمارة الداخلية: تقدير خاص من AIA - فرع شيكاغو.                                              |
| 2011  | جائزة التميز في التصميم.                                                                            |
| 2011  | جائزة التميز في الهندسة من الجمعية الأمريكية لمهندسي التدفئة والتبريد وتكييف الهواء.                |
| 2011  | جائزة الهيكل المتميز من الرابطة الدولية للجسور والهندسة الإنشائية.                                  |
| 2011  | إشادة رئاسية في مساحة الشركات الصغيرة من الرابطة الدولية للتصميم الداخلي (IIDA).                    |
| 2011  | أفضل المباني من فئة / الاستخدام المختلط من الرابطة الدولية للتصميم الداخلي (IIDA).                  |
| 2011  | أفضل مشروع بناء تقني في دول مجلس التعاون الخليجي للعام من MEED (ملخص الشرق الأوسط الاقتصادي سابقًا). |
| 2011  | مشروع العام من شركة ميد.                                                                            |
| 2010  | جائزة العمارة الدولية.                                                                              |
| 2010  | جائزة الإنجاز العربي 2010: أفضل مشروع معماري من قمة الاستثمار العربي.                               |
| 2010  | جائزة العمارة - جوائز العقارات العربية.                                                             |
| 2010  | جائزة العمارة الدولية من Chicago Athenaeum.                                                         |
| 2010  | جائزة العمارة الأمريكية من Chicago Athenaeum.                                                       |
| 2010  | جائزة أفضل استخدام تجاري / مختلط مبني من سيتي سكيب.                                                 |
| 2010  | أفضل مشروع تطوير متعدد الاستخدامات .                                                                |
| 2010  | جائزة ناطحة سحاب: الميدالية الفضية من Emporis.                                                      |
| 2010  | جائزة الهيكل التجاري أو البيع بالتجزئة من معهد المهندسين الإنشائيين.                                |
| 2010  | جائزة العمارة الدولية من جوائز العقارات التجارية الدولية.                                           |
| 2010  | جائزة تقدير خاصة للتقدم التكنولوجي من جوائز Highrise الدولية.                                       |
| 2010  | جائزة LEAF لأفضل تصميم إنشائي للعام                                                                 |
| 2010  | فئة المشاريع الدولية: مشروع متميز من المجلس الوطني لجمعيات المهندسين الإنشائيين.                    |
| 2010  | جائزة أفضل ما هو جديد من مجلة Popular Science.                                                      |
| 2010  | جوائز سبارك، الجائزة الفضية.                                                                        |
| 2010  | جائزة التميز في الهندسة الإنشائية من SEAOI : الهيكل الأكثر ابتكارًا .                                |

## أنظُر أيضًا
- قائمة مناطق الجذب السياحي في دبي
- قائمة مناطق الجذب السياحي في دولة الإمارات العربية المتحدة
- قنطرة سلا
- فندق برج العرب
- برج هوندرتفاسر
- قائمة بالمشاريع العملاقة
- برج الراديو وارسو (بولندا)
- قائمة أطول المباني في دبي
- برج الحرية
- برج دانوب
- نافورة دبي
- اقتصاد دبي
- وسط مدينة دبي

## وصلات خارجية
- الموقع الرسمي للبرج
- برج دبي، الجزيرة الوثائقية
- بي بي سي